# Платформа как услуга
Platform as a Service (PaaS, «платформа как услуга») — модель предоставления облачных вычислений, при которой потребитель получает доступ к использованию информационно-технологических платформ: операционных систем, систем управления базами данных, связующему программному обеспечению, средствам разработки и тестирования, размещённым у провайдера. В этой модели вся информационно-технологическая инфраструктура, включая вычислительные сети, серверы, системы хранения, целиком управляется провайдером, провайдером же определяется набор доступных для потребителей видов платформ и набор управляемых параметров платформ, а потребителю предоставляется возможность использовать платформы, создавать их виртуальные экземпляры, устанавливать, разрабатывать, тестировать, эксплуатировать на них прикладное программное обеспечение, при этом динамически изменяя количество потребляемых вычислительных ресурсов.
Провайдер облачной платформы может взимать плату с потребителей в зависимости от уровня потребления, тарификация возможна по времени работы приложений потребителя, по объёму обрабатываемых данных и количеству транзакций над ними, по сетевому трафику. Провайдеры облачных платформ достигают экономического эффекта за счёт использования виртуализации и экономии на масштабах, когда из множества потребителей в одно и то же время лишь часть из них активно использует вычислительные ресурсы, потребители — за счёт отказа от капитальных вложений в инфраструктуру и платформы, рассчитанных под пиковую мощность, и непрофильных затрат на непосредственное обслуживание всего комплекса.
В 2011 году мировой рынок публичных PaaS оценён в сумму около $700 млн, в числе 10 крупнейших провайдеров указываются Amazon.com (Beanstalk), Salesforce.com (Force.com, Heroku, Database.com), LongJump, Microsoft (Windows Azure), IBM (Bluemix), Red Hat (OpenShift), VMWare (Cloud Foundry), Google (App Engine), CloudBees, Engine Yard.
В 2012 году в OASIS предложен стандарт для прикладного программного интерфейса управления облачными платформами CAMP (англ. cloud application management for platforms), определяющий унифицированные форматы для команд программного управления облачными платформами (таких как запуск, приостановка, запрос на выделение ресурсов).